# Football Club Groningen
El Football Club Groningen es un club neerlandés de fútbol, situado en la ciudad de Groninga, Países Bajos. Fue fundado el 16 de junio de 1971, siendo desde entonces el sucesor del GVAV Groningen, que se fundó en 1921. Milita actualmente en la Eredivisie primera categoría del fútbol neerlandés.

## Historia
Después del cambio de organización de 1971, el FC Groningen comenzó a hacerse un nombre en el fútbol neerlandés gracias a los hermanos Ronald y Erwin Koeman, consiguiendo con ellos su primera clasificación para una competición europea en la temporada 1982-83.
Su mejor temporada en la liga neerlandesa fue la de 2010-11, quedando en la clasificación final en el quinto puesto de la tabla. Desde entonces es un equipo frecuente de ver cada temporada en la Copa de la UEFA.

## Uniforme
- Uniforme titular: Camiseta blanca rayada de verde, pantalón blanco y medias blancas.
- Uniforme alternativo: Camiseta negra rayada de verde, pantalón negro y medias negras.

## Estadio

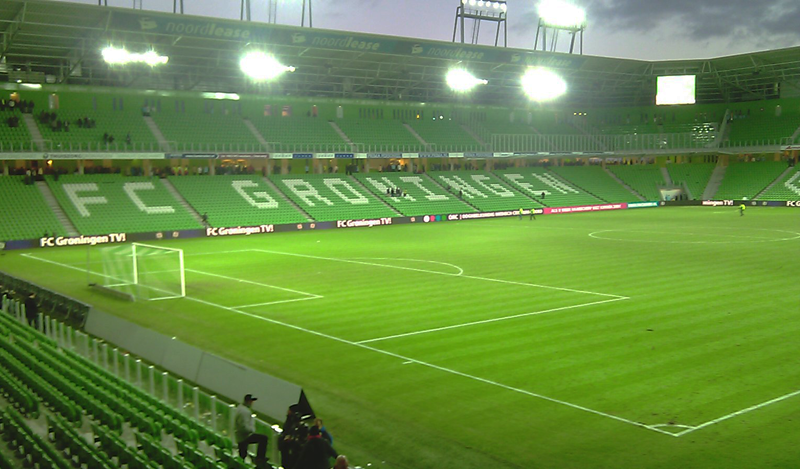
Estadio Euroborg del FC Groningen.

El actual estadio del Groningen es el Euroborg, inaugurado en 2005 y con capacidad para 20.000 personas. En diciembre de ese año, el anterior terreno de Oosterpark Stadion acogió el último partido del Groningen, después de haber sido sede del equipo durante más de 70 años.

## Entrenadores
| - Otto Bonsema (1948–1962) - Tinus van der Pijl (1962-1964) - Wim de Bois (1964) - Tinus van der Pijl (1964-1965) - Ludwig Veg (1965-1969) - Ron Dellow (1969–1971) - Ron Groenewoud (1971–75) - Anton Goedhart (1975–76) - Jan Notermans (1976–77) - Theo Verlangen (1977–83) - Han Berger (1983–1986) - Rob Jacobs (1986–87) - Henk van Brussel (1987–88) - Hans Westerhof (1988–1992) - Pim Verbeek (1992–1993) - Leen Looijen (1993) | - Theo Vonk (1993–1994) - Wim Koevermans (1994) - Hans Westerhof (1994–1997) - Jan van Dijk (interino) (1997) - Wim Rijsbergen (1997–1998) - Jan van Dijk (1998–2001) - Dwight Lodeweges (2001–2002) - Ron Jans (2002–2010) - Pieter Huistra (2010–2012) - Robert Maaskant (2012–2013) - Erwin van de Looi (2013–2016) - Ernest Faber (2016-18) - Danny Buijs (2018–) |

## Palmarés

### Torneos nacionales (1)
- Copa de los Países Bajos (1): 2014/15.

## Participación en competiciones de la UEFA
En Negrita los partidos de local.
| Temporada | Torneo             | Ronda            | Club                  | Resultado            |
| --------- | ------------------ | ---------------- | --------------------- | -------------------- |
| 1983–84   | UEFA Cup           | 1                | Atlético de Madrid    | 1–2, 3–0             |
| 1983–84   | UEFA Cup           | 1/8              | Inter Milan           | 2–0, 1–5 en Bari     |
| 1986–87   | UEFA Cup           | 1                | Galway United         | 5–1, 3–1 en Carraroe |
| 1986–87   | UEFA Cup           | 2                | Neuchâtel Xamax       | 0–0, 1–1 (a)         |
| 1986–87   | UEFA Cup           | 1/8              | Vitória Guimarães     | 1–0, 0–3             |
| 1988–89   | UEFA Cup           | 1                | Atlético de Madrid    | 1–0, 1–2             |
| 1988–89   | UEFA Cup           | 2                | Servette FC           | 2–0, 1–1             |
| 1988–89   | UEFA Cup           | 1/8              | VfB Stuttgart         | 1–3, 0–2             |
| 1989–90   | Recopa de Europa   | 1                | Ikast FS              | 1–0, 2–1             |
| 1989–90   | Recopa de Europa   | 1/8              | FK Partizan           | 4–3, 1–3             |
| 1991–92   | UEFA Cup           | 1                | FC Rot-Weiß Erfurt    | 0-1, 0-1             |
| 1992–93   | UEFA Cup           | 1                | Vác FC-Samsung        | 0–1, 1–1             |
| 1995      | Copa Intertoto     | Grupos           | Boby Brno             | 2–1                  |
| 1995      | Copa Intertoto     | Grupos           | Etar Veliko Tarnovo   | 3–0                  |
| 1995      | Copa Intertoto     | Grupos           | KSK Beveren           | 2–2                  |
| 1995      | Copa Intertoto     | Grupos           | Ceahlăul Piatra Neamț | 0–0                  |
| 1996      | Copa Intertoto     | Grupos           | Gaziantepspor         | 1–1                  |
| 1996      | Copa Intertoto     | Grupos           | JK Narva Trans        | 4–1                  |
| 1996      | Copa Intertoto     | Grupos           | Vasas SC              | 1–1                  |
| 1996      | Copa Intertoto     | Grupos           | Lierse SK             | 1–2                  |
| 1997      | Copa Intertoto     | Grupos           | FK Čukarički Stankom  | 1–0                  |
| 1997      | Copa Intertoto     | Grupos           | PFC Spartak Varna     | 2–0                  |
| 1997      | Copa Intertoto     | Grupos           | Gloria Bistrița       | 4–1                  |
| 1997      | Copa Intertoto     | Grupos           | Montpellier           | 0–3                  |
| 2006–07   | UEFA Cup           | 1                | FK Partizan           | 2–4, 1–0             |
| 2007–08   | UEFA Cup           | 1                | ACF Fiorentina        | 1–1, 1–1(3–4 p)      |
| 2014–15   | UEFA Europa League | Clasificatoria 2 | Aberdeen F.C.         | 0-0, 1-2             |